# کیلکر، نیو ساوت ولز
کیلکر (به انگلیسی: Killcare) یک حومه شهر در استرالیا است که در نیو ساوت ولز واقع شده‌است.